# 모교

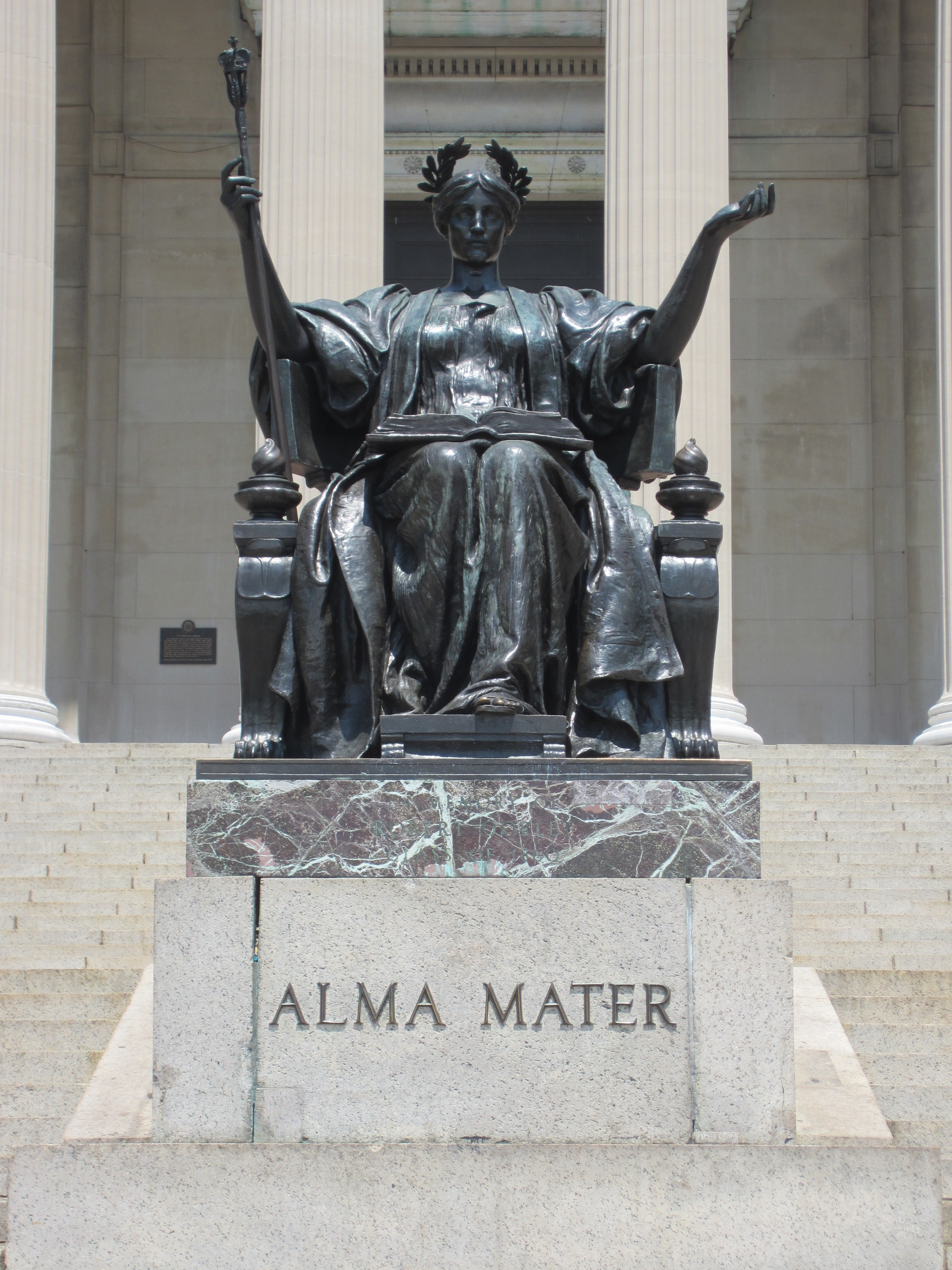
뉴욕시 컬럼비아 대학교의 동상

모교(母校, 라틴어: alma mater 알마 마터[*])는 자신이 나온 학교를 뜻한다. "알마 마터"라고 하는 라틴어 낱말은 과거에 다녔던 대학교, 학교를 의미하지만 미국에서는 졸업한 학교를 의미하기도 한다.